# Hesium domino
Hesium domino är en insektsart som först beskrevs av Reuter 1880.  Hesium domino ingår i släktet Hesium, och familjen dvärgstritar. Arten är reproducerande i Sverige.